# Aucher-Traubenhyazinthe
Die Aucher-Traubenhyazinthe (Muscari aucheri) ist eine Pflanzenart aus der Gattung der Traubenhyazinthen (Muscari) innerhalb der Familie der Spargelgewächse (Asparagaceae). 
Sie wird selten als Zierpflanze verwendet.

## Beschreibung

### Vegetative Merkmale
Die Aucher-Traubenhyazinthe ist eine ausdauernde krautige Pflanze, die Wuchshöhen von 5 bis 30 Zentimetern erreicht. Sie bildet als Überdauerungsorgan eine Zwiebel aus, die einen Durchmesser von 1 bis 3 Zentimetern aufweist.
Zwei bis drei Laubblätter stehen in einer grundständigen Rosette. Sie sind parallelnervig, 5 bis 20 Zentimeter lang, 0,2 bis 1,5 Zentimeter breit, sichelförmig, nicht gerippt und oberseits blaugrün. 

### Generative Merkmale
Der traubige Blütenstand ist 1 bis 3 Zentimeter lang, 0,7 bis 1,2 Zentimeter breit und auch zur Fruchtzeit kompakt. Es gibt sterile, kurzgestielte Blüten und fertile, 1 bis 2,5 Millimeter lang gestielte Blüten an jedem Blütenstand.
Die Blüte ist dreizählig. Die fertilen Blüten weisen eine Länge von 3 bis 5 Millimeter und einen Durchmesser von 2,5 bis 5 Millimeter auf; sie sind kugelig bis verkehrt-eiförmig und himmelblau (selten weiß) gefärbt. Die Perigonzipfel sind weiß oder blassblau.
Die Blütezeit reicht von März bis April.
Die Chromosomenzahl beträgt 2n = 18, 36 oder 37.

## Ökologie
Bei der Aucher-Traubenhyazinthe handelt es sich um einen Geophyten.

## Vorkommen
Die Aucher-Traubenhyazinthe kommt in der Türkei mit Ausnahme der südöstlichen und nordwestlichen Landesteile vor. Sie ist auf steinigen Hängen, Kalkschotter und Bergweiden in Höhenlagen von 1000 bis 3000 Metern zu finden, manchmal zusammen mit Kiefern (Pinus) und Wacholder (Juniperus).

## Verwendung
Einige Sorten der Gattung werden gärtnerisch unter Muscari aucheri geführt. Sie entsprechen jedoch nicht den Merkmalen dieser Art, sind allerdings als Hybriden von Muscari neglectum mit anderen Arten, etwa Muscari pallens, zu identifizieren.